# Frickendorf (Dietenhofen)
Frickendorf (fränkisch: Friggedorf) ist ein Gemeindeteil des Marktes Dietenhofen im Landkreis Ansbach (Mittelfranken, Bayern). Frickendorf liegt in der Gemarkung Ebersdorf.

## Geografie
Das Dorf liegt an der Bibert und am Frickendorfer Graben, der dort als rechter Zufluss mündet. Unmittelbar östlich liegt Andorf. 0,5 km nördlich erhebt sich der Schellenberg. Frickendorf liegt an der Staatsstraße 2255, die zu den benachbarten Orten Andorf (0,8 km nordöstlich) und Rügland (2 km südwestlich) führt. Die Kreisstraße AN 24 führt nach Unternbibert (2 km westlich).

## Geschichte
Der Ort wurde 1342 als „Frickendorf“ erstmals urkundlich erwähnt. Das Bestimmungswort des Ortsnamens ist der Personenname Fricko, der wohl auch der Gründer der Siedlung war. In der Nähe des Ortes gibt es eine Grabanlage, bei der es sich möglicherweise um ein slawisches Grab aus dem 9. Jahrhundert handelt.
Ursprünglich unterstand der Ort den Nürnberger Burggrafen Johann II. und Albrecht dem Schönen. 1342 verkauften diese an das Kloster Heilsbronn einige Güter in Frickendorf, von denen es heißt, dass drei Anwesen während des Dreißigjährigen Krieges bewohnt waren.
Gegen Ende des 18. Jahrhunderts gab es in Frickendorf 7 Anwesen. Das Hochgericht übte das brandenburg-bayreuthische Stadtvogteiamt Markt Erlbach im begrenzten Umfang aus. Es hatte ggf. an das brandenburg-ansbachische Hofkastenamt Ansbach auszuliefern. Die Dorf- und Gemeindeherrschaft wechselte jährlich zwischen dem brandenburg-bayreuthischen Kastenamt Dietenhofen, dem Kastenamt Neuhof und dem Rittergut Rügland der Herren von Crailsheim. Grundherren waren das Fürstentum Bayreuth (Kastenamt Dietenhofen: 1 Hof, 1 Gut, 1 Gütlein; Kastenamt Neuhof: 1 Halbhof, 1 Gut) und das Rittergut Rügland (2 Güter). Neben den Anwesen gab es noch kommunale Gebäude (Hirtenhaus, Brechhaus). Von 1797 bis 1808 unterstand der Ort dem Justiz- und Kammeramt Ansbach.
Im Rahmen des Gemeindeedikts wurde Frickendorf dem 1808 gebildeten Steuerdistrikt Unternbibert und der 1811 gegründeten Ruralgemeinde Unternbibert zugeordnet. Diese wurde am 31. Dezember 1976 im Zuge der Gebietsreform in Bayern aufgelöst und außer Frickendorf nach Rügland eingemeindet. Frickendorf wurde nach Dietenhofen eingemeindet.
Frickendorf war der Endbahnhof der Bibertbahn, am 22. Mai 1914 wurde der Betrieb bis Dietenhofen aufgenommen, am 1. Juni 1915 auf dem Restabschnitt bis Unternbibert-Rügland. Der Endbahnhof Unternbibert-Rügland liegt weder in Unternbibert noch in Rügland, sondern in Frickendorf (jetzt Andorf 29, 90599 Dietenhofen; Koordinaten: 49.418593, 10.613033). Der ehemalige Bahnhof ist von Unternbibert ca. 1,8 km und Rügland ca. 3 km entfernt. Die zugehörige Bahnhofsgaststätte ist als solche noch bezeichnet und erkennbar. Am 26. September 1971 wurde der Streckenabschnitt zwischen Großhabersdorf und Unternbibert-Rügland stillgelegt; am 26. September 1986 folgte der Personenverkehr zwischen Nürnberg-Stein und Großhabersdorf.

### Einwohnerentwicklung
| Jahr      | 001818 | 001840 | 001861 | 001871 | 001885 | 001900 | 001925 | 001950 | 001961 | 001970 | 001987 | 002005 | 002013 |
| Einwohner | 46     | 49     | 50     | 54     | 44     | 43     | 45     | 62     | 63     | 56     | 46     | 43     | 40     |
| Häuser    | 8      | 9      |        |        | 9      | 9      | 7      | 9      | 10     |        | 14     |        |        |
| Quelle    | [ 16 ] | [ 17 ] | [ 18 ] | [ 19 ] | [ 20 ] | [ 21 ] | [ 22 ] | [ 23 ] | [ 24 ] | [ 25 ] | [ 26 ] | [ 27 ] | [ 1 ]  |

## Religion
Der Ort ist seit der Reformation evangelisch-lutherisch geprägt und nach St. Bartholomäus (Unternbibert) gepfarrt. Die Einwohner römisch-katholischer Konfession waren ursprünglich nach St. Dionysius (Virnsberg) gepfarrt, seit den 1980er Jahren ist die Pfarrei St. Bonifatius (Dietenhofen) zuständig.

## Wanderwege
Durch Frickendorf verlaufen der Fernwanderweg Zollernweg und der Bibertrundweg nach Münchzell und zurück.